# 20 centesimi di lira italiana
La moneta italiana da 20 centesimi di lira fece la sua prima comparsa nel Regno d'Italia nell'anno 1863 e fu coniata fino al 1943.

## Regno d'Italia

### Vittorio Emanuele II
La prima serie di monete da 20 centesimi fu coniata nel 1863 sotto Vittorio Emanuele II alla zecca di Torino. Le monete di questa serie erano in argento 835 e avevano una massa di 2,5 grammi e un diametro di 18 mm, il bordo era liscio. Il dritto raffigura il profilo "nudo" del re, rivolto verso destra, la legenda VITTORIO EMANUELE II e l'anno. Sul rovescio vi era invece lo stemma di Casa Savoia, il valore e la legenda REGNO D'ITALIA, oltre che al simboli di zecca. Di questa moneta, che inizialmente aveva una tiratura di 461 pezzi, ne rimangono in commercio solo 7 esemplari, infatti si decise di ritirarle ritenendole simili alle monete da 5 lire in oro e che si potesse facilmente sostituirle, in maniera truffaldina, dopo essere dorate. Il valore di queste 7 monete varia dai 20 000 euro ai 60 000. Nello stesso anno si coniò quindi un'altra serie con lo stesso dritto ma leggermente più piccola e con sul rovescio il valore al posto dello stemma. Questa serie ebbe una seconda coniazione nel 1867. A partire dal 1884 ne furono ritirate dalla circolazione circa 35.000.000 esemplari.

### Umberto I

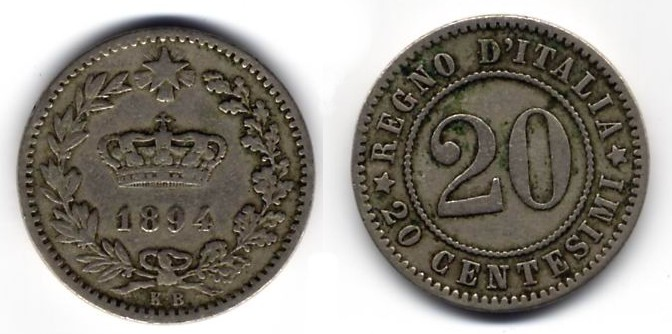
20 centesimi di Lira del 1894

Con Umberto I sul trono del Regno d'Italia furono solo due gli anni in cui si coniarono monete da venti centesimi: nel 1894 a Roma e a Berlino e nel 1895 solo a Roma. Queste monete erano il nichelio o in rame 250 e 750, avevano un diametro di 21 mm e un peso di 4 grammi, il bordo era rigato. Sul dritto, contornata da una ghirlanda di quercia e ulivo, vi era una corona al disotto della quale l'anno che in alcune monete del 1895 erano messe in obliquo; in basso era segnate la zecca, R per quella di Roma e KB o HB per quella di Berlino. Sul rovescio, all'interno di un cerchio il numero 20 e al di fuori di questo la legenda REGNO D'ITALIA ∗ 20 CENTESIMI. Tra il 1909 e il 1914 ne furono ritirati oltre 88.000.000 di esemplari.

### Vittorio Emanuele III
Sotto Vittorio Emanuele III furono coniate tre diverse serie.
La prima di questa denominata Libertà librata fu coniata dal 1908 al 1935 a Roma; dal 1926 al 1935 fu però coniata esclusivamente per il collezionismo e con una tiratura che variava dai 500 ai 50 pezzi, infatti Vittorio Emanuele III era un grande appassionato di numismatica. La serie era in nichelio 975, con un diametro di 21,5 mm e un peso di 4 grammi, il bordo era rigato. Sul dritto vi era raffigurata la parte superiore di una donna tenente in mano una spiga di grano e la legenda ITALIA. Il verso riportava una donna, che tiene una fiaccola, fluttuante nell'aria, lo stemma dei Savoia oltre che il valore, l'anno e la lettera R per indicare la zecca romana.
Dal 1918 al 1920 si coniò la seconda serie. Le monete di quest'ultima erano in nichelio e rame, avevano un diametro di 21,3 mm, 4 grammi di peso e sia liscio che rigato, a parte quelle del '20 che ce lo avevano solo liscio. Sul dritto era raffigurato lo stemma dei Savoia sovrastato dalla legenda REGNO D'ITALIA. Il rovescio riportava il valore, l'anno e i segni di zecca all'interno di un esagono. Poiché le monete riportanti il millesimo 1918 e 1919 furono coniate utilizzando i coni usati da Umberto I, nel 1894 e 1895, spesso è possibile vedere la doppia battitura.
L'ultima delle tre serie, denominata Impero, fu coniata a Roma tra il 1936 e i 1943. Queste monete erano in Nichelio 990 e potevano essere sia magnetiche sia antimagnetiche; avevano un diametro che variava dai 21,5 mm ai 21,7 mm, un peso di 4 grammi e il bordo rigato. Il dritto raffigurava il profilo del re rivolto verso sinistra e la legenda VITT•EM•III•RE•E•IMP•. Sul rovescio oltre al profilo di una donna vi era un fascio littorio, la legenda ITALIA, il valore, il segno di zecca, e l'anno sia del calendario gregoriano che di quello introdotto da Benito Mussolini, questo in cifre romane. Le monete coniate nel '37 e nel '38 erano per numismatici mentre sempre nel 1938 fu coniata un solo esemplare di prova con un peso di 3,48 grammi.
Dal 1943 in poi non furono più coniate monete di questo valore.

## Gettoni privati
Nel 1906 all'interno dello stabilimento S.Johnson di Milano furono coniati dei gettoni in rame, oro o argento spendibili soltanto all'interno della Fiera di Milano.